# 2016년 하계 올림픽 독립 선수단
2016년 하계 올림픽 독립 선수단은 2016년 8월 5일에서 8월 21일까지 브라질 리우데자네이루에서 열린 제31회 하계 올림픽에 참가하는 올림픽 독립 선수단이다. 총 9명의 쿠웨이트 출신 선수들로 이루어져 있으며, 남자 8명, 여자 1명의 선수들이 이번 대회의 3종목에 참가한다.
쿠웨이트 올림픽 위원회는 쿠웨이트 정부가 올림픽 위원회에 간섭한 사실이 문제가 되어 2015년 10월에 국제 올림픽 위원회로부터 자격 정지 처분을 받았다. 스위스 로잔에서 집행위원회를 열었던 국제올림픽위원회(IOC)는 2016년 6월 2일 IOC가 쿠웨이트가 올림픽 등 IOC 주관 대회에 출전하는 것을 금지하는 조치가 리우데자네이루 하계 올림픽 개막 이전까지 풀릴 가능성이 없어 보인다고 밝혔고, 올림픽 출전 자격을 얻는 선수들은 쿠웨이트 선수단이 아닌 선수 개별 자격으로 출전할 수 있다고 덧붙였다. 때문에 쿠웨이트 선수들은 자국의 국기가 아닌 오륜기를 들고 개인 선수 자격으로 제31회 하계 올림픽에 출전했다.
| 선수명              | 출신 국가 | 종목 | 세부 종목     |
| ------------------- | --------- | ---- | ------------- |
| 압둘라지즈 알 샤티  | 쿠웨이트  | 펜싱 | 남자 에페     |
| 아흐마드 알 아파시  | 쿠웨이트  | 사격 | 남자 더블트랩 |
| 페하이드 알디하니   | 쿠웨이트  | 사격 | 남자 더블트랩 |
| 압둘라흐만 알파이한 | 쿠웨이트  | 사격 | 남자 트랩     |
| 할레드 알무다프     | 쿠웨이트  | 사격 | 남자 트랩     |
| 압둘라 알라시디     | 쿠웨이트  | 사격 | 남자 스키드   |
| 사우드 하비브       | 쿠웨이트  | 사격 | 남자 스키드   |